# Хавос, Макис
Макис Хавос (греч. Μάκης Χάβος; 5 сентября 1969, Неа-Мадитос, Греция) — греческий футболист, игравший на позиции защитника. Тренер.

## Карьера
Макис родился в городе Неа-Мадитос. После игры за любительский клуб «Ахиллеас» (Триандриас) Хавос перешёл в «Олимпиакос». После трёх игр он покинул клуб и присоединился к «Аполлону» (Каламарья). Следующий сезон Макис провёл в «Трикале», но в 1989 году покинул клуб и перешёл в «Пансерраикос». Хавос провёл 4,5 года, играя за ПАОК и помог клубу выиграть единственный в своей истории чемпионат.